# Montbrison (Droma)
Montbrison-sur-Lez és un municipi francès situat al departament de la Droma i a la regió d'Alvèrnia-Roine-Alps. L'any 2007 tenia 310 habitants.

## Demografia

### Població
El 2007 la població de fet de Montbrison-sur-Lez era de 310 persones. Hi havia 132 famílies de les quals 28 eren unipersonals (8 homes vivint sols i 20 dones vivint soles), 68 parelles sense fills, 28 parelles amb fills i 8 famílies monoparentals amb fills.
La població ha evolucionat segons el següent gràfic:
Habitants censats

### Habitatges
El 2007 hi havia 194 habitatges, 132 eren l'habitatge principal de la família, 48 eren segones residències i 14 estaven desocupats. 150 eren cases i 33 eren apartaments. Dels 132 habitatges principals, 96 estaven ocupats pels seus propietaris, 31 estaven llogats i ocupats pels llogaters i 5 estaven cedits a títol gratuït; 1 tenia una cambra, 3 en tenien dues, 15 en tenien tres, 46 en tenien quatre i 67 en tenien cinc o més. 99 habitatges disposaven pel capbaix d'una plaça de pàrquing. A 52 habitatges hi havia un automòbil i a 71 n'hi havia dos o més.

## Economia
El 2007 la població en edat de treballar era de 197 persones, 137 eren actives i 60 eren inactives. De les 137 persones actives 123 estaven ocupades (71 homes i 52 dones) i 14 estaven aturades (6 homes i 8 dones). De les 60 persones inactives 21 estaven jubilades, 17 estaven estudiant i 22 estaven classificades com a «altres inactius».

### Ingressos
El 2009 a Montbrison-sur-Lez hi havia 132 unitats fiscals que integraven 298 persones, la mediana anual d'ingressos fiscals per persona era de 16.325 €.

### Activitats econòmiques
Dels 17 establiments que hi havia el 2007, 1 era d'una empresa de fabricació d'altres productes industrials, 2 d'empreses de construcció, 5 d'empreses de comerç i reparació d'automòbils, 2 d'empreses de transport, 4 d'empreses d'hostatgeria i restauració, 2 d'empreses immobiliàries i 1 d'una empresa de serveis.
Dels 6 establiments de servei als particulars que hi havia el 2009, 1 era un taller de reparació d'automòbils i de material agrícola, 2 paletes, 1 guixaire pintor i 2 restaurants.
L'únic establiment comercial que hi havia el 2009 era una botiga de menys de 120 m².
L'any 2000 a Montbrison-sur-Lez hi havia 32 explotacions agrícoles que ocupaven un total de 529 hectàrees.

## Equipaments sanitaris i escolars
El 2009 hi havia una escola elemental integrada dins d'un grup escolar amb les comunes properes formant una escola dispersa.

## Poblacions més properes
El següent diagrama mostra les poblacions més properes.